# Epidemiologie
Epidemiologia este știința, ce studiază și investighează cauzele și distribuția maladiilor. Studiile epidemiologice au ca scop identificarea și evaluarea factorilor de risc pentru o anumită boală din partea unor substanțe sau produse chimice. 
Definiție: epidemiologia este știința medicală care, prin cooperări multidisciplinare, se ocupă cu identificarea factorilor de agresiune pentru sănătate, cu stabilirea mijloacelor și metodelor de neutralizare a acțiunii lor asupra grupurilor populaționale cu risc crescut, cu depistarea și lichidarea proceselor epidemiologice, a stărilor de boală și cu elaborarea programelor de protecție globală a sănătății umane.
Prin cunoașterea temeinică a epidemiologiei s-a putut ajunge la aplicarea corectă a profilaxiei bolilor infecțioase, epidemiologia constituind elementul fundamental pe care s-au construit legile de prevenire a bolilor infecțioase.
Epidemiologia studiază și repartiția bolilor pe zone geografice, pe anotimpuri. 
Pentru producerea unor boli sunt necesari o serie de factori epidemiologici considerați principali (microorganismul, macroorganismul, mediul exterior) și o serie de factori secundari (climatici, sociali).

## Istoria epidemiologiei
Epidemiologia a început în antichitate, odată cu lucrarea lui Hippocrate, Despre aer, apă, și locuri. Gândirea epidemiologică a fost apoi influențată de marii filozofi medievali și moderni, precum Francis Bacon și David Hume.

## Mari epidemiologi
- Hippocrate
- Francis Bacon
- John Locke
- George Berkeley
- David Hume
- Karl Popper